# Niclas Füllkrug
Niclas Füllkrug, född 9 februari 1993, är en tysk fotbollsspelare som spelar som anfallare för West Ham United och Tysklands landslag. Han har tidigare spelat för klubbar såsom Werder Bremen, 1. FC Nürnberg och Hannover 96.

## Klubbkarriär
Niclas Füllkrug inledde sin karriär i Werder Bremens reservlag och tog klivet upp till A-laget under säsongen 2011/2012, där han ligadebuterade den 28 januari 2012 mot Bayer Leverkusen. Under säsongen 2013/2014 var han utlånad till Greuter Furth. Under säsongerna 2014/2015 och 2015/2016 tillhörde han FC Nürnberg där han gjorde 17 mål på 54 ligamatcher i 2. Bundesliga innan han inför säsongen 2016/2017 skrev på för Hannover 96. Inför säsongen 2019/2020 blev Füllkrug klar för en återkomst i Werder Bremen.
Den 31 augusti 2023 värvades Füllkrug av tyska storklubben Borussia Dortmund, där han skrev på ett treårskontrakt. Den 5 augusti 2024 värvades Füllkrug av Premier League-klubben West Ham United, där han skrev på ett fyraårskontrakt.

## Landslagskarriär
Füllkrug har tidigare representerat Tyskland på ungdomsnivå. I november 2022 blev Füllkrug uttagen i Tysklands trupp till VM 2022, trots att han aldrig tidigare spelat för A-landslaget.

## Privatliv
Niclas Füllkrug föddes i Hannover den 9 februari 1993. Hans syster Anna-Lena spelar fotboll (anfallare) för Hannover 96 damlag. Han har en dotter, född 2019 tillsammans med sin fru Lisa. För att motivera sig själv lyssnar han på Eye of the Tiger av Survivor och Thong Song av Sisqó.